# Jobbik

Drapeau du Jobbik de 2003 à 2020.

Le Jobbik - Conservateurs (hongrois : Jobbik – Konzervatívok), appelé jusqu'en 2023 Mouvement pour une meilleure Hongrie (hongrois : Jobbik Magyarországért Mozgalom), est un parti politique conservateur hongrois, fondé en 2003. Présentant à ses débuts des racines historiques radicales et nationalistes,, le parti était alors d'extrême droite et parfois qualifié de néo-nazi. Jobbik est l'acronyme de Jobboldali Ifjúsági Közösség, et signifie également en hongrois « le meilleur ».
Le long mouvement de recentrage opéré par le parti depuis mai 2016 a notamment abouti en juin 2018 à l'éviction et au départ de plusieurs cadres historiques du Jobbik qui fondent le Mouvement Notre patrie, (Mi Hazánk Mozgalom, MHM).
Le parti se décrit comme un parti populaire conservateur moderne. Un sondage d'opinion réalisé en février 2020 et analysé par le politologue Balázs Böcskei a amené ce dernier à affirmer que le Jobbik a « achevé sa transformation » en parti populaire centriste, avec la migration de sa base électorale vers des positions pro-UE principalement modérées.

## Histoire

### Fondation
En 1999, le mouvement lycéen et étudiant Jobboldali Ifjúsági Közösség (« Communauté de la jeunesse de droite ») est fondé.
En 2003, le Jobbik se constitue en parti politique. L'une de ses figures principales fut Gergely Pongrátz, combattant de la révolution hongroise de 1956.
L'année suivante, il ne participe pas aux premières élections européennes organisées en Hongrie, en raison de son opposition à l'adhésion de la Hongrie à l'Union européenne.

### Premières élections et fondation de la Garde hongroise (2006-2009)
En avril 2006, le Jobbik participe à une alliance de partis nationalistes (la « Troisième Voie »), avec le MIÉP, pour les élections législatives hongroises de 2006. Ensemble, ils obtiennent 2,2 % des voix.
En août 2007, le Jobbik est à l'initiative de la constitution de la Garde hongroise, association de type plus ou moins para-militaire qui provoque un grand scandale en Hongrie. La Garde est dénoncée par le gouvernement et les partis de gauche, tandis que l'opposition conservatrice préfère rester silencieuse sur le sujet et que la Garde reçoit quelques soutiens de personnalités politiques (l'ancien ministre de la défense Lajos Für ou la député conservatrice Maria Wittner).

### Succès électoraux (depuis 2009)
En janvier 2009, le Jobbik obtient 8,5 % des voix lors d'une élection législative partielle à Budapest. Le même mois, Gabor Vona annonce que Krisztina Morvai, professeur réputée de droit et avocate féministe se présentera en tête de liste du parti aux élections européennes du mois de juin. Selon les sondages, si les élections avaient lieu « le dimanche suivant », Morvai obtiendrait entre 10 et 15 %. Lors de ces élections le parti remporte trois des 22 sièges pour la Hongrie au Parlement européen (14,77 % des suffrages).
En octobre 2009, lors du sixième congrès du Jobbik est créée l'Alliance européenne des mouvements nationaux destinée à rassembler les partis nationalistes d'Europe.
En avril 2010, lors des élections législatives hongroises, le Jobbik recueille 16,67 % des voix soit 47 sièges à l'Assemblée nationale. En avril 2011, il refuse de voter la loi fondamentale de la Hongrie, une nouvelle constitution prônée et ensuite votée par le Fidesz de Viktor Orbán renforçant le pouvoir du gouvernement.
Aux élections législatives d'avril 2014, le Jobbik sort renforcé et obtient 20 % des voix.
La stratégie de recentrage du parti entreprise en 2014 a eu comme effet l'émergence de formations dissidentes plus radicales, à l'image des nouveaux partis Force et détermination et le Mouvement Notre patrie,.
À la suite des législatives de 2018, devant l'échec de la stratégie de recentrage du parti (le Jobbik n'a gagné qu'un seul siège de plus par rapport au précédent scrutin), son président Gábor Vona démissionne. Le 12 mai 2018, Tamás Sneider (en) lui succède à ce poste. Le nouveau président désire poursuivre la stratégie de modération du parti. Fin avril, le comité central du parti s'était prononcé à l'unanimité en faveur de la poursuite du virage vers une aile de droite conservatrice modérée, malgré la défaite électorale du Jobbik aux législatives.
Concernant cette stratégie, le politologue Jean-Yves Camus explique que le « Jobbik a au fond été doublé, lors de la crise migratoire de 2015, par la surenchère anti-immigrés de Orbán. À partir de cette date, le parti a joué la carte de l’opposition tous azimuts pour continuer à exister politiquement, mettant de plus en plus l’accent sur la corruption du régime et la nécessité de le faire tomber à tout prix. »
Depuis 2014, Jobbik a commencé à se redéfinir en tant que parti populaire conservateur et a changé les éléments controversés de sa communication. Selon le Manifeste du parti sur les lignes directrices d'un futur gouvernement, Jobbik représente tous les citoyens et citoyennes hongrois et vise à construire une identité nationale moderne, tout en rejetant le chauvinisme du 20e siècle. Après les élections législatives hongroises du 8 avril 2018, le parti a recueilli 1 092 806 voix, obtenant 19,06 % du total, ce qui en fait le deuxième parti de l'Assemblée nationale.
Le 7 novembre 2018, István Apáti, Erik Fülöp et János Volner (hu), trois des principaux cadres du Jobbik, quittent à leur tour le parti et rejoignent le parti dissident Mouvement Notre patrie. Ces départs s'ajoutent à celui de Dóra Dúró, exclue du Jobbik quelques mois plus tôt et qui avait également rejoint la nouvelle formation radicale, réduisant le nombre de députés du parti de 26 à 22.
Le 25 janvier 2020, Péter Jakab (en) a été élu président du parti,,. Il a obtenu plus de 87 % des voix.
Lors des élections législatives de 2022, le Jobbik a participé à l'alliance d'opposition Unis pour la Hongrie. Le Fidesz de Viktor Orbán a remporté l'élection, acquérant à nouveau la majorité des deux tiers au parlement. Certains analystes ont affirmé que la majorité des électeurs du Jobbik s'étaient tournés vers le Fidesz ou le Mouvement Notre patrie plutôt que vers l'opposition unie. Le candidat de l'alliance pour le poste de Premier ministre, Péter Márki-Zay, a partagé ce constat, admettant que l'opposition unie avait peut-être perdu jusqu'à « deux tiers » des électeurs du Jobbik.
À l'été de la même année, le député européen Márton Gyöngyösi a remporté l'élection à la présidence du parti.

## Ligne politique
Le Jobbik plaide, au nom de la préservation de l'identité nationale, pour le retour des valeurs chrétiennes, de la famille et de l'autorité au cœur de l'action de l'État hongrois. Entretenant le souvenir de la période de régence de Miklós Horthy, le Jobbik se positionne explicitement contre le libéralisme politique et le communisme. Il rend le cosmopolitisme responsable des maux du pays et assimile l'élite intellectuelle et économique résidant à Budapest à des alliés objectifs des intérêts étrangers. Il revendique un certain provincialisme et fait de la protection de l'environnement et de l'agriculture hongroise des thèmes de campagne récurrents. Le Jobbik est à l'origine d'une milice rurale, la Garde hongroise.
Après plusieurs schismes, l'organisation a largement cessé ses activités. Le 28 janvier 2017, des membres radicaux de Magyar Gárda ont organisé une manifestation contre Gábor Vona en dehors de l'événement d'ouverture du Jobbik. Les participants ont dénoncé la nouvelle politique du Jobbik comme une trahison de l'aile droite.
En 2019, László Toroczkai, président du Mouvement Notre Patrie, expulsé du Jobbik, a réorganisé le Magyar Gárda. Aujourd'hui, Magyar Gárda appartient au Mouvement Notre patrie,,
Le Jobbik est favorable à la réunification de l'enseignement moral et de l'éducation religieuse. Il s'oppose également à l'avortement. Il est globalement défavorable à la construction européenne et à l'immigration tout en dénonçant le traité de Trianon. Ses détracteurs accusent le parti de s'être mobilisé pour le rétablissement des frontières antérieures à ce traité. Toutefois, le Jobbik n'a jamais suggéré de modifier les frontières par la force et estime que la solution ultime est l'autonomie territoriale et culturelle dans le cadre des droits des minorités de l'Union européenne,.
Le parti organise des marches anti-Tsiganes. Des centaines de ses militants défilent en octobre 2012 dans une banlieue de Miskolc abritant une forte communauté tsigane en criant : « Allez donc travailler ! Disparaissez, nous ne voulons plus payer vos allocations sociales ». Le chef du Jobbik, Gabor Vona, déclare à cette occasion que « les gens qui ne travaillent pas ne devraient pas avoir d’enfants » et appelle au rétablissement de la peine de mort.
Le Jobbik a abandonné la proposition d'un référendum sur le retrait de l'Union européenne (UE) au profit de la création d'un groupe centre-européen avec la Pologne et la Croatie pour mieux influer sur l'agenda de l'UE.
Contrairement à d'autres forces de la droite radicale en Europe, le Jobbik ne suit pas une politique pro-Israël. Dans son ouvrage Né un 20 août paru en 2011, Gábor Vona décrit sa fascination pour l'Islam qui est à ses yeux un des derniers bastions du traditionalisme  et « le dernier espoir de l’humanité dans les ténèbres du globalisme et du libéralisme ».
Avant 2020, le Jobbik était décrit par les médias et les universitaires comme de droite,,,, et d'extrême droite,,,.
À ses débuts, le Jobbik s’est décrit comme rejetant le « capitalisme mondial », et l’Union européenne, parce qu’il était déçu des conditions d’adhésion de la Hongrie à l’UE. Alors qu'auparavant le parti s'opposait également au sionisme,, le président du parti, Gabor Vona, a déclaré en février 2017 qu'il n'avait « jamais mis en cause l'existence d'Israël » et que son parti soutenait une solution à deux États dans le cadre du conflit israélo-palestinien. En juillet 2018, le parti a également voté au Parlement européen en faveur d'une plus grande coordination en matière de sécurité avec Israël. À un certain niveau, le parti adhère au pantouranisme, une idéologie affirmant que les Hongrois sont issus de la race ouralo-altaïque, et soutenait l'irrédentisme hongrois. Par conséquent, le parti soutient fermement l'établissement de liens plus étroits avec la Turquie, Vona critiquant la tentative de coup d'État turque de 2016 et louant le président turc Recep Tayyip Erdoğan comme un « dirigeant très puissant ».
Auparavant, le parti se définissait souvent comme « un parti chrétien de principe, conservateur et radicalement patriotique », dont le « but fondamental » était de protéger « les valeurs et les intérêts hongrois ». Depuis lors, le Jobbik a mis en œuvre d'importants changements dans ses programmes électoraux, en raison de sa popularité croissante et de l'élargissement de ses soutiens. Les politologues ont décrit l'idéologie antérieure du Jobbik comme étant de droite populiste, dont la stratégie « repose sur une combinaison d'ethno-nationalisme avec une rhétorique populiste anti-élitiste et une critique radicale des institutions politiques existantes »,. Pour sa part, le Jobbik rejette la classification commune du clivage gauche-droite et a été décrit comme un parti attrape-tout. Le parti se décrit comme patriote et a toujours rejeté l'étiquette d'« extrême droite », se qualifiant de « droite radicale ». Il a également critiqué les médias pour l'avoir qualifié d'« extrême droite » et a menacé d'intenter des actions en justice à l'égard de ceux qui le qualifieraient ainsi. En 2014, la Cour suprême de Hongrie a statué que le Jobbik ne pouvait pas être qualifié d'« extrême droite » dans aucune émission de radio ou de télévision nationale ; parce que cela constituerait une opinion, du fait que le Jobbik a réfuté ce qualificatif. Il a également soutenu des positions socialement conservatrices et nationalistes,,.
Selon Gábor Vona, ancien président du Jobbik, après 2014, le parti est sorti de son « adolescence » et a atteint l'âge adulte. Depuis lors, le Jobbik se définit comme un parti populaire national et a considérablement modifié ses vues sur l'Union européenne, tout en commençant à mettre l'accent sur l'ouverture politique aux différents groupes de la société hongroise,. Dans le même temps, Gábor Vona s'est distancé de ses « fausses déclarations » passées.
Selon les récentes remarques émanant de cadres du parti, le Jobbik ne considère plus les problèmes idéologiques comme un objectif primordial mais se concentre sur l'élimination des tensions et des controverses sociales ainsi que sur la lutte contre la corruption croissante dans la sphère publique et l'administration.
Courant 2016, le parti entreprend une stratégie de dédiabolisation en abandonnant une partie de corpus idéologique originel et en écartant certains éléments extrémistes, afin de rendre son image plus respectable et incarner une opposition crédible au gouvernement conservateur de Viktor Orbán,. Malgré des gages donnés par le Jobbik notamment vers la communauté juive en Hongrie, de nombreux intellectuels et personnalités politiques engagés à gauche, déclarent vouloir maintenir leurs distances avec une organisation jugée non-démocratique,. Au contraire la philosophe Ágnes Heller, rescapée de la Shoah, estime nécessaire de s'allier avec tous les partis d'opposition, y compris le Jobbik, pour défaire le Fidesz d'Orbán. Selon elle, le Jobbik n'a jamais été un parti néonazi, bien qu'elle estime qu'il demeure un parti d'extrême droite et tient un discours raciste. Au niveau local toutefois, des alliances implicites se sont nouées entre les partis de gauche et le Jobbik lors d'élections municipales partielles pour mettre en échec le parti gouvernemental.
Bien que le parti soit couramment décrit comme d'extrême droite par les observateurs et dans la presse internationale, certains médias considèrent désormais qu'il est plus difficile de classer le Jobbik tel qu'il se présente aujourd'hui à l'extrême droite en raison de ses changements de politique,,, et de la droitisation toujours plus poussée du Fidesz, voire qu'il est actuellement un parti de droite,.
Auparavant décrit comme un parti ultranationaliste et qualifié d'« antisémite » par The Independent voire de « néonazi » par le président du Congrès juif européen ; Péter Jakab (en), président du parti depuis janvier 2020, possède des origines juives. En 2021, Ronald Lauder, le chef du Congrès juif mondial, a déclaré que certains politiciens qui « ont fait des déclarations antisémites dans le passé sont toujours alignés avec le parti ».
Le 30 juin 2020, Péter Jakab (en), président du Jobbik et Koloman Brenner (en), membre du groupe stratégique du parti, a présenté une nouvelle déclaration de principes du parti, remplaçant sa précédente qui était de type radicale nationaliste-populiste, eurosceptique, antimondialiste et irrédentiste. Le parti s'est redéfini comme un parti populaire chrétien, conservateur, de centre droit et socialement un parti sensiblement populaire dans le document. Le document définit le Jobbik comme le seul parti populaire en Hongrie,,, et déclare que « le Jobbik est un mouvement politique indépendant qui observe strictement ses propres valeurs mais est prêt à coopérer avec d'autres forces politiques pour restaurer la démocratie et l'état de droit en Hongrie ». Depuis son adoption de politiques plus modérées, le Jobbik a été décrit comme centriste, de centre droit,,, et de droite. Il a également déclaré son soutien à l'agrarisme.

## Alliances internationales
Le Jobbik a été membre fondateur de l'Alliance européenne des mouvements nationaux, aux côtés du Front national français, des Ukrainiens de Svoboda, des Italiens du Mouvement social flamme tricolore, du Parti national britannique, des Nationaux-démocrates suédois, du Front bleu et blanc finlandais, du Parti national rénovateur portugais et du Mouvement social républicain (en) espagnol. Son adhésion a pris fin en février 2016 lorsque le Jobbik a mis fin à son affiliation avec l'AEMN.
En 2018, le Jobbik avait des liens avec le Parti populaire conservateur d'Estonie, les Patriotes unis bulgares, l'Alliance nationale lettone, le Mouvement national polonais, les Indiens du Bharatiya Janata Party, les Russes de Rodina et le Parti d'action nationaliste turc, bien que ces liens aient commencé à s'estomper à mesure que le parti modifiait sa plate-forme et que les factions d'extrême droite commençaient à se séparer du parti.
Le Jobbik a demandé à rejoindre le Parti populaire européen, mais cette requête a été rejetée en août 2018.

## Présidents
- Dávid Kovács (en) : 2003-2006
- Gábor Vona : 2006-2018
- Tamás Sneider (en) : 2018-2020
- Péter Jakab (en) : 2020-2022
- Anita Potocskáné Kőrösi (en) : 2022 (intérim)
- Márton Gyöngyösi : depuis 2022

## Résultats électoraux

### Élections parlementaires
| Année | Voix                           | %                              | Rang                           | Sièges   | Gouvernement        |
| ----- | ------------------------------ | ------------------------------ | ------------------------------ | -------- | ------------------- |
| 2006a | 119 007                        | 2,20                           | 5e                             | 0 / 386  | Extra-parlementaire |
| 2010  | 855 436                        | 16,67                          | 3e                             | 47 / 386 | Opposition          |
| 2014  | 1 020 476                      | 20,22                          | 3e                             | 23 / 199 | Opposition          |
| 2018  | 1 092 669                      | 19,06                          | 2e                             | 26 / 199 | Opposition          |
| 2022  | Au sein d'Unis pour la Hongrie | Au sein d'Unis pour la Hongrie | Au sein d'Unis pour la Hongrie | 9 / 199  | Opposition          |

a Liste commune avec le Parti civique indépendant des petits propriétaires et des travailleurs agraires.

### Élections municipales
| 2019 | 40 / 381 |  | 18 / 31 | 6[e] |

- ^ Fait partie d'une alliance électorale

### Élections européennes
| Année | Voix    | %    | Rang | Sièges | Groupe |
| ----- | ------- | ---- | ---- | ------ | ------ |
| 2009  | 427 773 | 14,8 | 3e   | 3 / 22 | NI     |
| 2014  | 340 287 | 14,7 | 2e   | 3 / 21 | NI     |
| 2019  | 220 184 | 6,3  | 5e   | 1 / 21 | NI     |

## Organisation

### Filiales en Roumanie
En 2013 et 2014, le Jobbik ouvre huit filiales en Roumanie (Cluj-Napoca, Miercurea-Ciuc, Sfântu Gheorghe, Odorheiu Secuiesc et les județ de Satu Mare, Mureș, Sălaj, et Bihor) afin de « communiquer les problèmes de la minorité hongroise de Roumanie » auprès de la Hongrie,.

## Identité visuelle

Logo de 2003 à 2020
Logo de 2020 à 2023
Logo depuis 2023.